# Mendeixia
Mendeixia (Menteşe) va ser un dels beilicats d'Anatòlia entre 1261 i 1414 i tenia per capital la ciutat de Milas, a l'actual Turquia, corresponent a grans trets a la Cària clàssica. El seu nom prové del nom del seu fundador, Menteşe.
Originàriament era un beilicat vassall del beilicat dels germiyànides, però després del 1304 s'independitzà.
Els beis de Mendeixia se sotmeteren a l'Imperi Otomà per primer cop vers el 1390, sota el regnat de Bayezid I. Després del 1402, Tamerlan restaurà el beilicat a Menteşeoğlu İlyas Bey, però aquest tornà a sotmetre's als otomans el 1414, i fou incorporat de manera definitiva a l'Imperi Otomà el 1424.

## Extensió territorial
Les principals ciutats dominades pel beilicat eren Beçin (Pedjin o Bardjin), Milas, Balat (Milet), Elmali, Finike, Kaş, Mağrı (Makir, Fehtiyye o Fethiye des del 1911), Muğla (Mughla), Çameli, Acıpayam, Tavas (Tawas), Bozdoğan i Çine (Čine). La ciutat d'Aydın (antigament Tralles) fou temporalment controlada per aquest beilicat i fou anomenada Güzelhisar. Posteriorment, caigué en poder del Beilicat d'Aydın-oğlu i fou reanomenada Aydın en honor del fundador de la dinastia. Els beis de Mendeixia també dominaren Rodes entre el 1300 i el 1314. Milas i Mughas en foren les capitals. En la descripció de Münedjim-bashi, esmenta com a part del beilicat les ciutats de Balat, Bozöyük, Milas, Pedjin, Mazin (Marin), Çine, Tawas, Burnaz, Makri, Köydjeghiz (moderna Köyceğiz) i Mughla, que n'era la capital. Ibn Battuta hi va estar el 1333 i descriu Milas con una de les ciutats més boniques d'Anatòlia, amb molts horts de fruiters, jardins i aigua, i amb bonics edificis i mesquites de nova construcció. Ibn Fadl Allah al-Umari diu que la dinastia Menteşe dominaven 50 viles i 200 fortaleses en temps d'Orkhan (vers 1320-1340) i que el país estava situat entre Dawaz (Tawas), Sakiz i Istanköy, cosa que determina junt amb altres indicacions, que la regió de Föke (Finike) a Lícia, en feia part.

## Història
Els turcmans es van acostar a la zona a partir de la batalla de Mantziciert el 1071, però els romans d'Orient aviat van restaurar-hi el seu domini expulsant les bandes que pasturaven a la regió. Però les incursions dels grups turcmans establerts a l'Anatòlia central i el Taure van continuar periòdicament al segle xii.
A la segona meitat del segle xiii, l'enfonsament del poder del Soldanat de Rum després de la batalla del Kösedağ (1243) va deixar més llibertat d'acció a les tribus frontereres i la pressió sobre els romans d'Orient no va parar de créixer. El 1261 la Cària fou ocupada. Els turcmans, curiosament, hi van arribar per mar i van ocupar el litoral, però aviat es van entendre amb les tribus que exercien pressió des de l'interior.
Joan, germà de l'emperador Miquel VIII (1259-1282), va anar a la zona a fer campanya contra els turcmans i va forçar els de l'interior a retirar-se cap a les seves bases a les muntanyes, però mai va provar de recuperar els ports que tenien els turcmans vinguts per mar. Probablement, Menteşe, el fundador epònim, era el senyor de la zona del litoral al golf de Mağrı o Makri (Fethiye o Fethiyye). El 1278, Miquel VIII va enviar un exèrcit manat pel seu fill Andrònic cap al sud-oest, i va fer alguns avanços a la regió fortificant Tralles (més tard, Aydın), però les valls del Meandre i la Cària ja estaven en poder dels turcmans i els esforços foren inútils. Menteşe va ocupar Tralles i Nyssa (Sultan-Hisar o Sultanhisar) i les va annexionar als seus dominis.
El 1291, durant el setge de Konya pels karamànides, l'il-kànida Gaykhatu va anar a Anatòlia per castigar els prínceps (begs) turcmans que no obeïen els mongols i, en aquesta incursió, l'exèrcit mongol va entrar als dominis de Menteşe, que foren saquejats. El 1296 i 1302, els romans d'Orient van fer desesperats intents de recuperar la zona, però foren rebutjats i el domini turc es va consolidar definitivament. Vers 1300 i fins al 1308 van dominar també Rodes.
El 1389, Baiazet I va pujar al tron otomà i el beg de Menteşe es va aliar amb el Beilicat de Karaman-oğlu i altres beilicats en contra seva. Els otomans no van tardar a ocupar Balat i Mughla (1390), però la dinastia va continuar a Milas i Pedjin. Després de la batalla d'Ankara el juliol del 1402, Tamerlà va restaurar la dinastia de Menteşe als territoris antics que havia perdut. El 1414, es van haver de declarar vassalls otomans i participar en la campanya de Mehmet I contra Djunayd d'Esmirna (beilicat d'Aydin-oğlu); el 1424, els otomans van annexionar el principat, que va esdevenir un sandjak de l'eyalat d'Anadolu.

## La dinastia
| Dates           | Nom             | Fill de         | Observacions | | |
| --------------- | --------------- | --------------- | --- | --- | --- |
| ~1261-~1285     | Menteşe         |                 | Fundador i epònim de la dinastia | Fundador i epònim de la dinastia | |
| ~1285-~1319     | Masud           | Menteşe         | | | |
| ~1319-~1344     | Şücaüddin Orhan | Masud           | | | |
| ~1344-~1358     | İbrahim         | Şücaüddin Orhan | Partició entre els seus tres fills | Partició entre els seus tres fills | |
| ~1358-1390-1391 | Menteşeli Ahmet | İbrahim         | amb seu a Mukri i Marmaris | Annexió pels otomans el 1390 (estats de Mehmet) i 1391 o 1392 (estats d'Ahmet) | |
| ~1358-1390-1391 | Mehmet          | İbrahim         | amb seu a Muğla i Çine | Annexió pels otomans el 1390 (estats de Mehmet) i 1391 o 1392 (estats d'Ahmet) | |
| ~1358-1375      | Musa            | İbrahim         | amb seu a Beçin (Bedjin), Milet (Balat) i Milas | Era el germà gran i va morir el 1375 i el seu territori va passar als altres germans (o a un d'ells). | Era el germà gran i va morir el 1375 i el seu territori va passar als altres germans (o a un d'ells). |
| 1402-1421       | Menteşeli İlyas | Mehmet          | Restaura el beilicat el 1402 fins a la seva mort el 1421. Els dos fills Layth i Ahmet van governar en rebel·lió contra la sobirania otomana fins al 1424, quan va caure altre cop sota domini otomà i fou annexionat. | Restaura el beilicat el 1402 fins a la seva mort el 1421. Els dos fills Layth i Ahmet van governar en rebel·lió contra la sobirania otomana fins al 1424, quan va caure altre cop sota domini otomà i fou annexionat. | |